# Volutodermatinae
De Volutodermatinae zijn een onderfamilie van uitgestorven weekdieren uit de klasse van de Gastropoda (slakken). Exemplaren uit deze familie zijn slechts als fossiel bekend.